# Aoi-Aso-Schrein

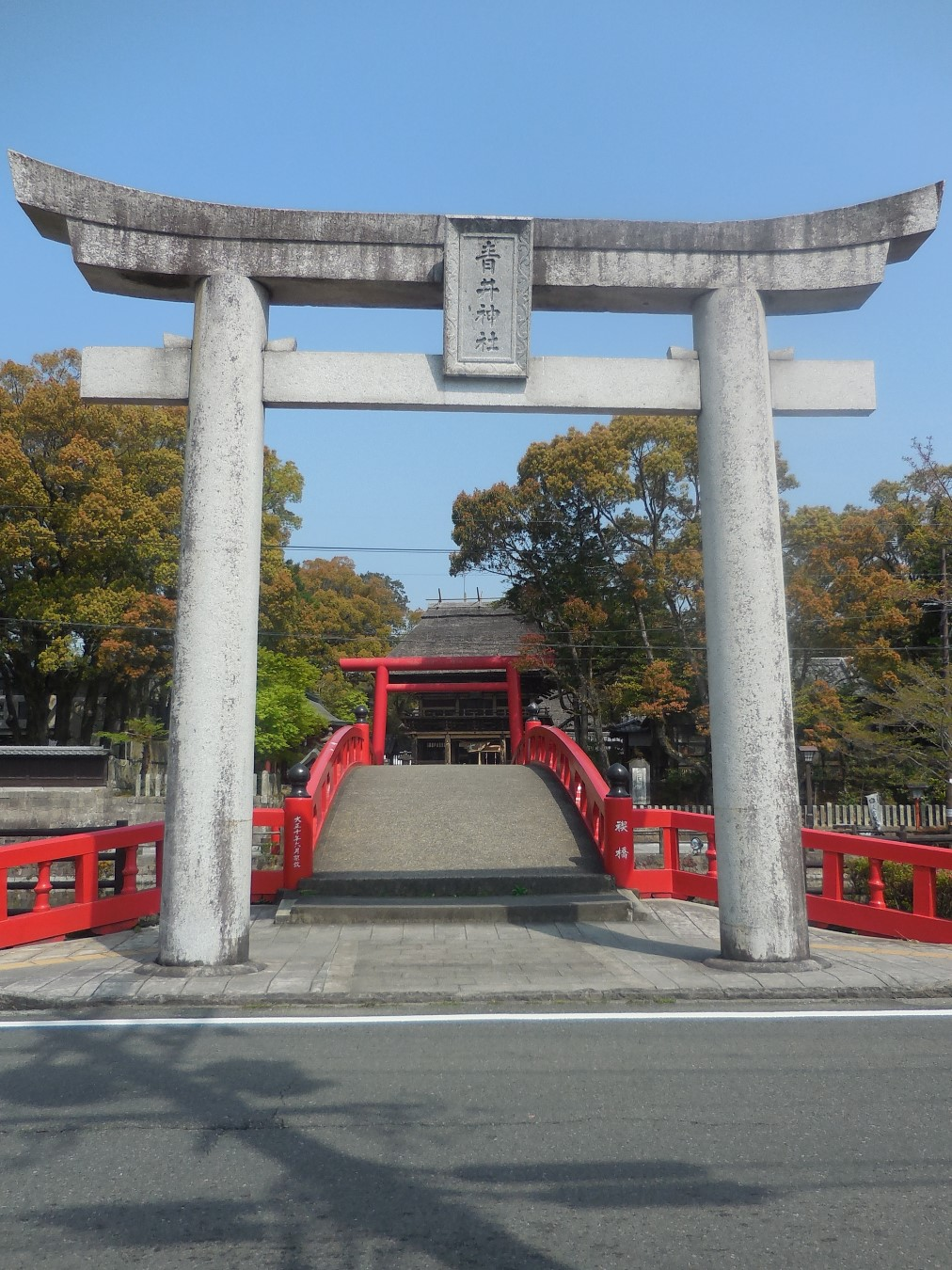
Torii und Brücke vor dem Schrein

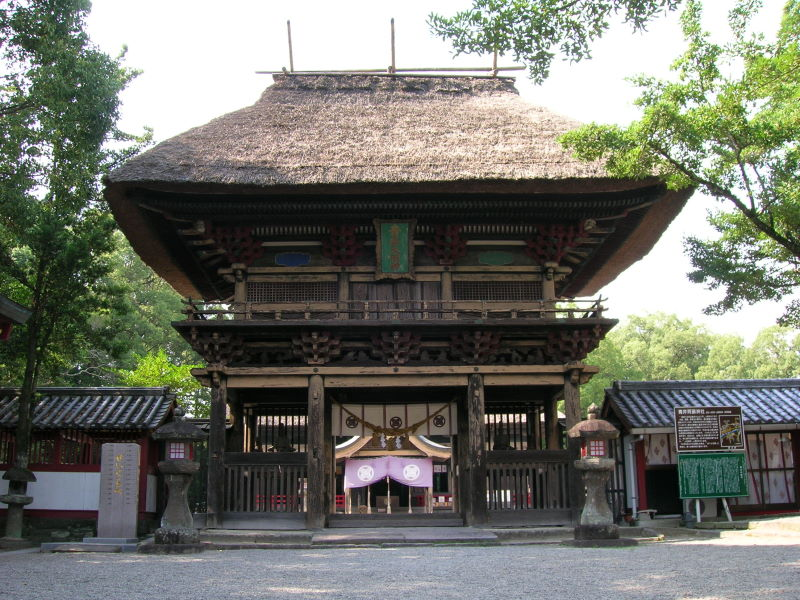
Tor zum Schrein

Der Aoi-Aso-Schrein (japanisch 青井阿蘇神社, Aoi Aso jinja) befindet sich in der Stadt Hitoyoshi in der japanischen Präfektur Kumamoto. Der Schrein wurde 2008 zum Nationalschatz erhoben. Er ist damit das erste (und bisher einzige) Bauwerk der Präfektur, das dieses Prädikat erhielt.

## Übersicht
Der Schrein soll im Jahre 806 als Zweigschrein des Aso-Schreins (in Ichinomiya, Aso) errichtet worden sein. In der Kamakura-Zeit, als dort Sagara Nagayori oberster Landbesitzer in Hitoyoshi wurde, übernahm der Schrein den Schutz der Familie. Seit der Keichō-Periode um 1600 entstanden unter dem Schrein 250 weitere Schreine im Bezirk Kuma.
Verehrt werden Tateiwatatsu-no-mikoto (建磐龍命) – ein Enkel des ersten Kaisers Jimmu –, dessen Frau Aso-tsu-hime-no-mikoto (阿蘇津媛命), sowie deren Sohn (Mikogami) Kuni-no-miyatsuko-Hayamikatama-no-mikoto (国造速甕玉神).
Die zwischen 1610 und 1630 errichtete Gebäudegruppe, bestehend aus Haupthalle (Honden im Nagare-Stil), Gebetshalle (Haiden, sie schließt auch eine Tanzfläche – Kaguraden – ein), Bitthalle (Heiden), überdachter Flur (Rō), Schreintor (im Rōmon-Stil), vermittelt einen Hauch der Architektur der Momoyama-Zeit. Bedeutsam ist auch, dass der Gebäudekomplex vollständig in seiner ursprünglichen Gestalt erhalten ist. Die Gebäude haben ungewöhnlich steile Dächer, die mit Schilf gedeckt sind. Die Haupthalle ist reich mit Schnitzwerk verziert. Die vier Ecken der Dachkonstruktion im Tor sind mit Kopfpaaren verziert, was als Hitoyoshi-Art bezeichnet wird, da es sonst nicht vorkommt.
Auf dem Gelände befindet sich ein alter Kampferbaum, der bei einer Höhe von 21,40 m in Ostwest-Richtung 22,4 m auslädt. Er ist als Naturdenkmal der Stadt Hitoyoshi registriert. Das Alter ist unbekannt, aber es wird vermutet, dass der Baum seit der Schreingründung dort steht.

## Bilder

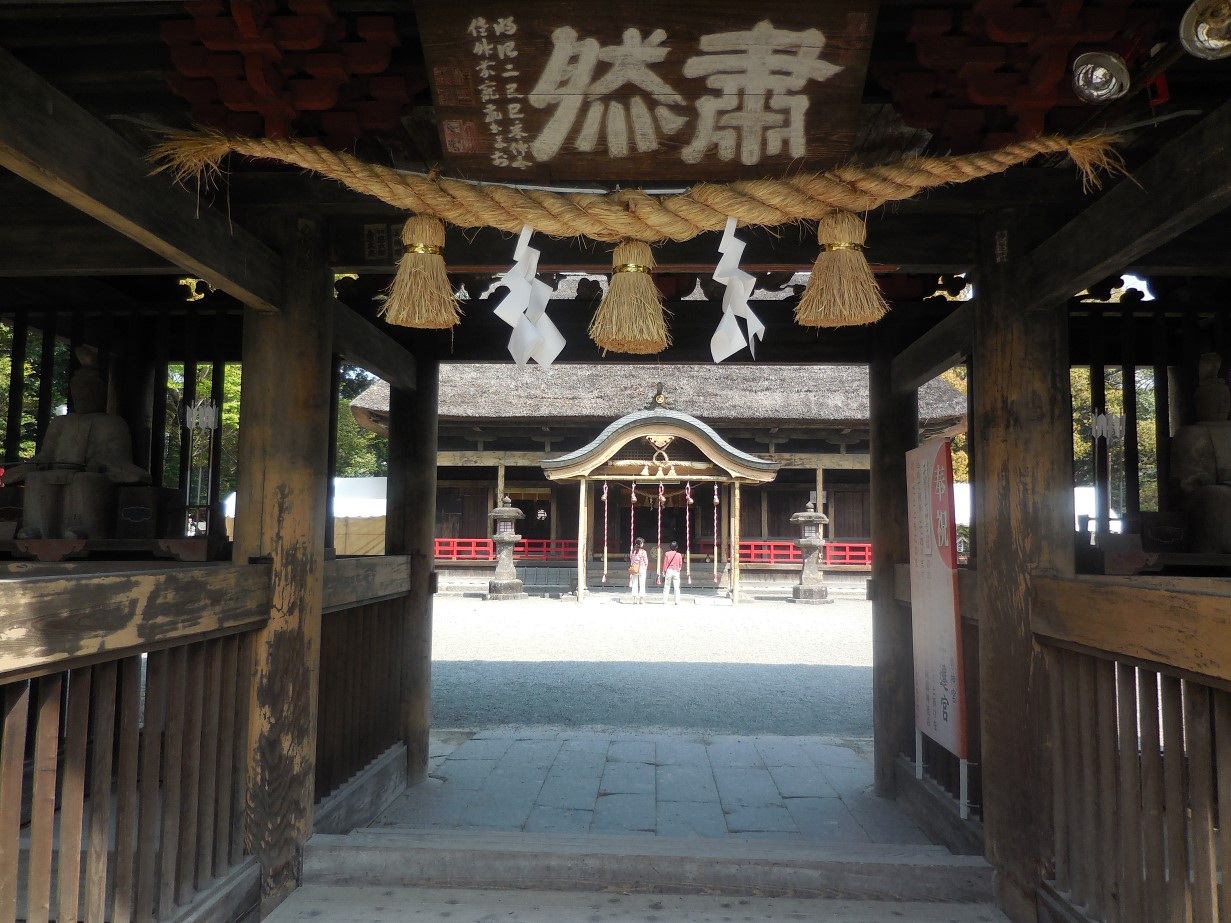
Blick durchs Schreintor
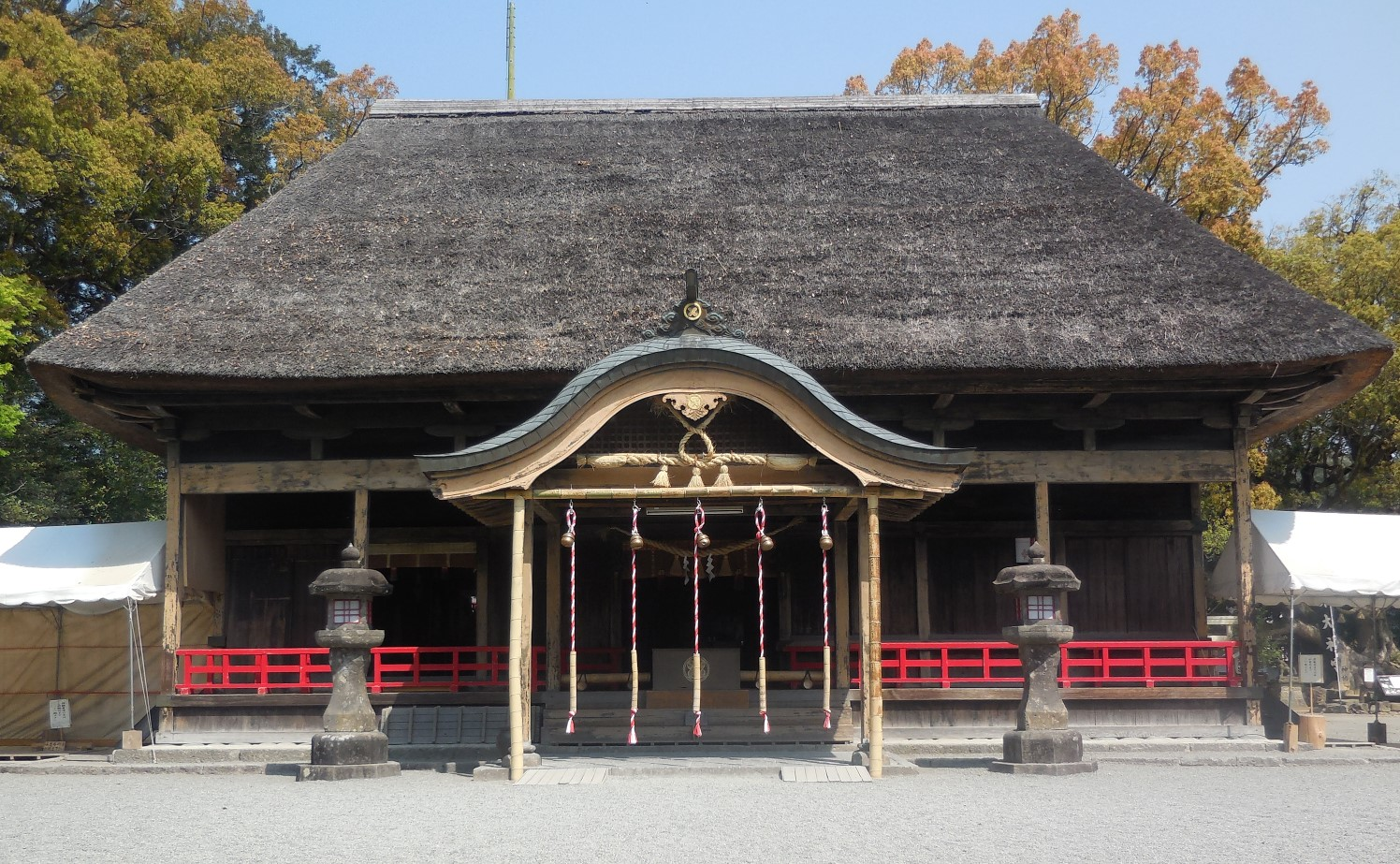
Die Gebetshalle (Haiden)
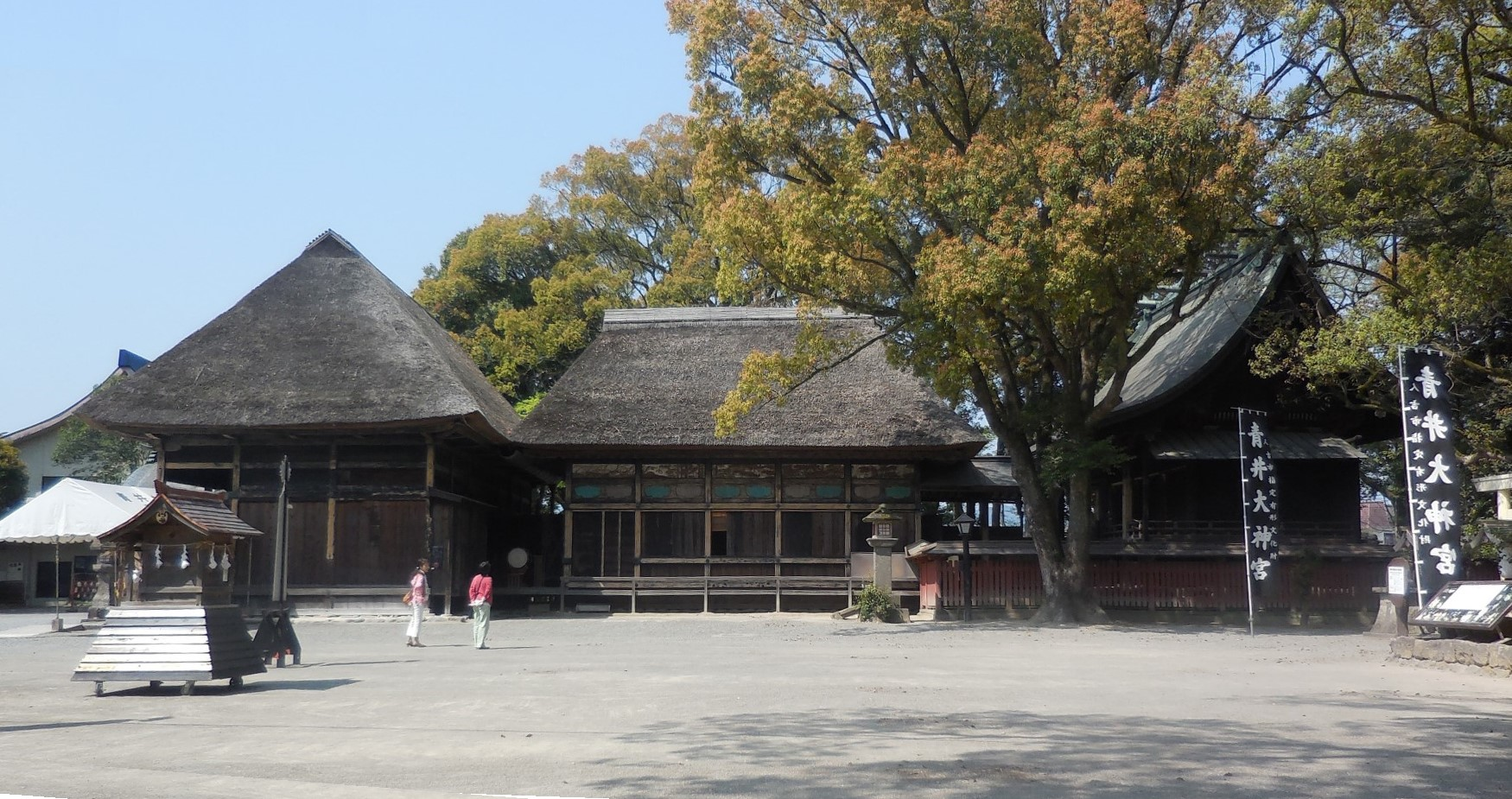
Haiden, Heiden, kurzer Flur und Honden (v. l. n. r.)
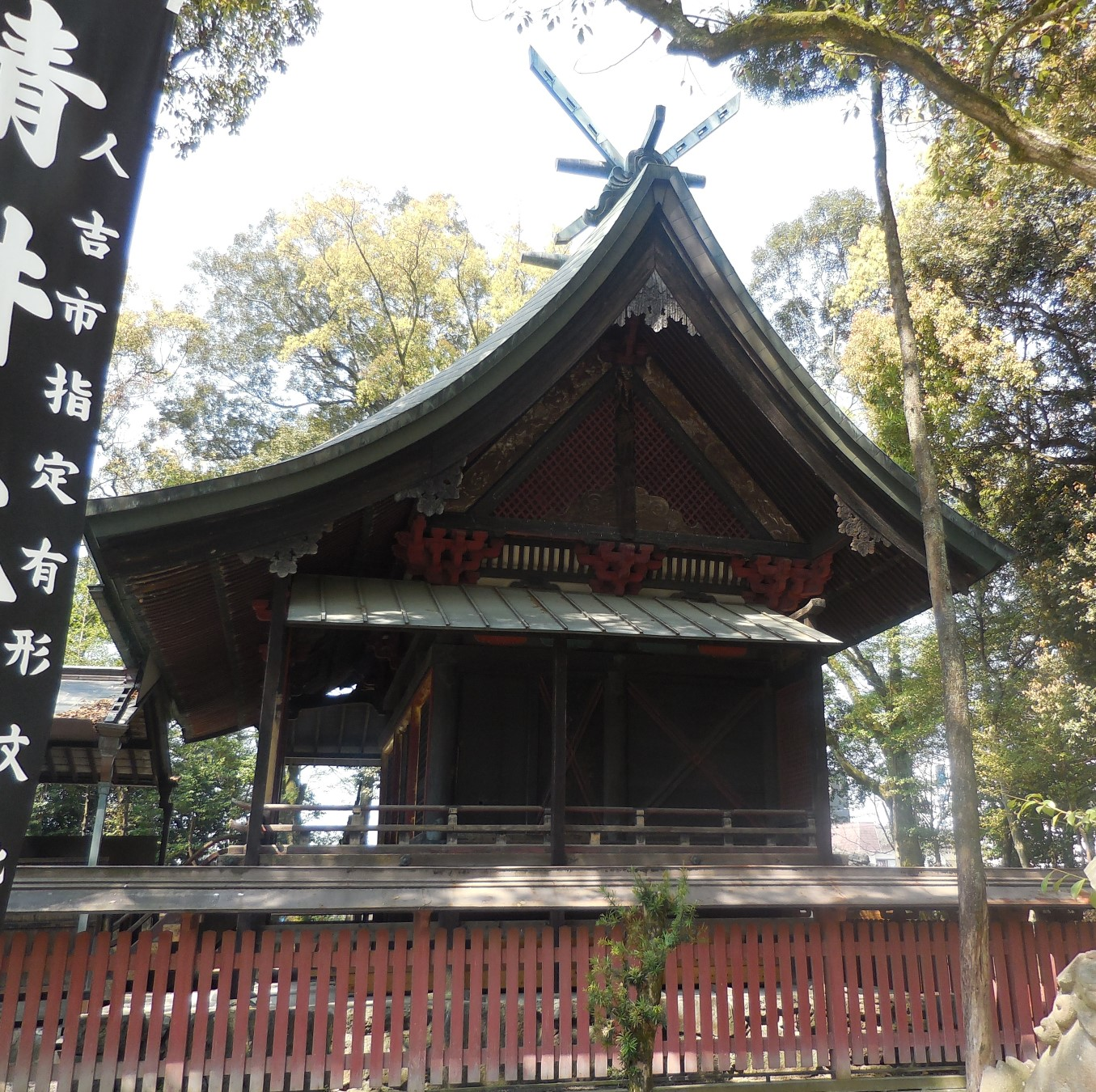
Honden von der Seite
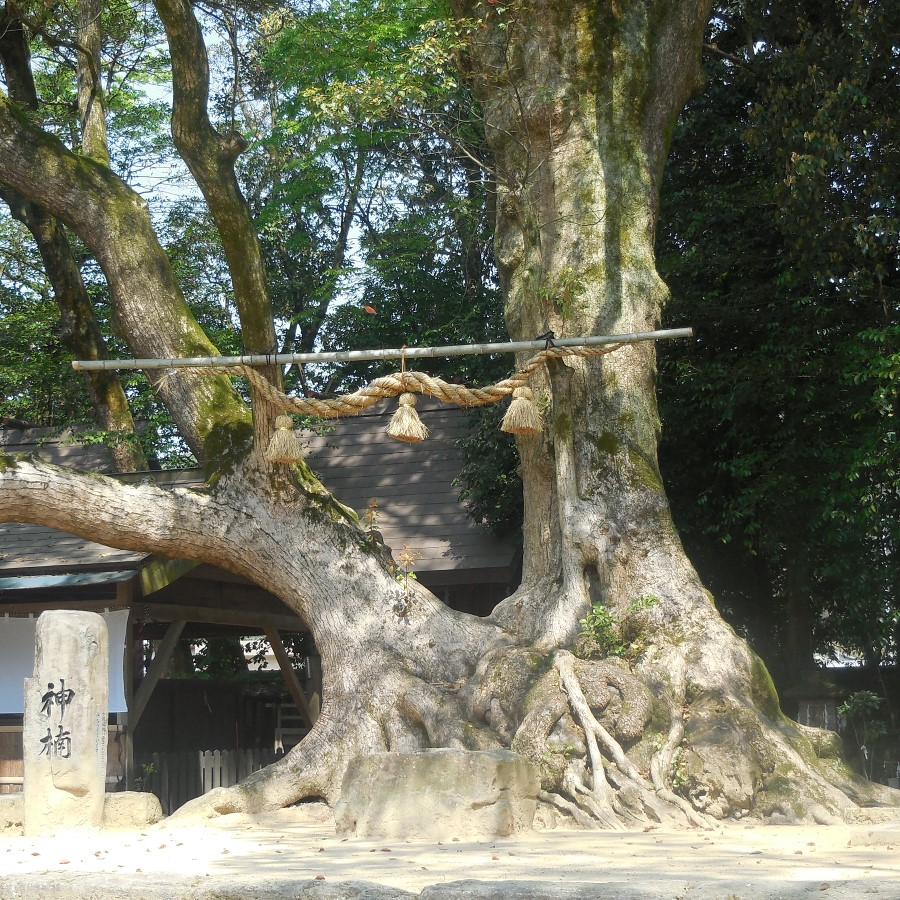
Der Kampferbaum